# Mortes em janeiro de 2011
Mortes em 2011: ← Janeiro – Fevereiro – Março – Abril – Maio – Junho – Julho – Agosto – Setembro – Outubro – Novembro – Dezembro →
Esta é uma relação de pessoas notáveis que morreram durante o mês de janeiro de 2011, listando nome, nacionalidade, ocupação e ano de nascimento.

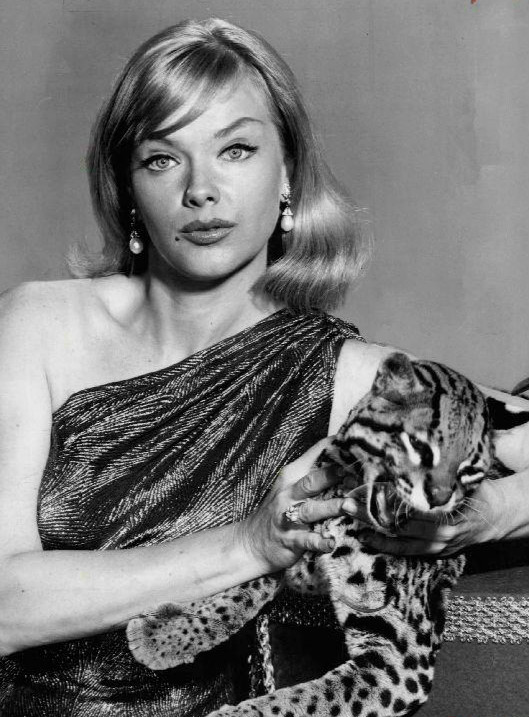
Anne Francis, atriz estadunidense

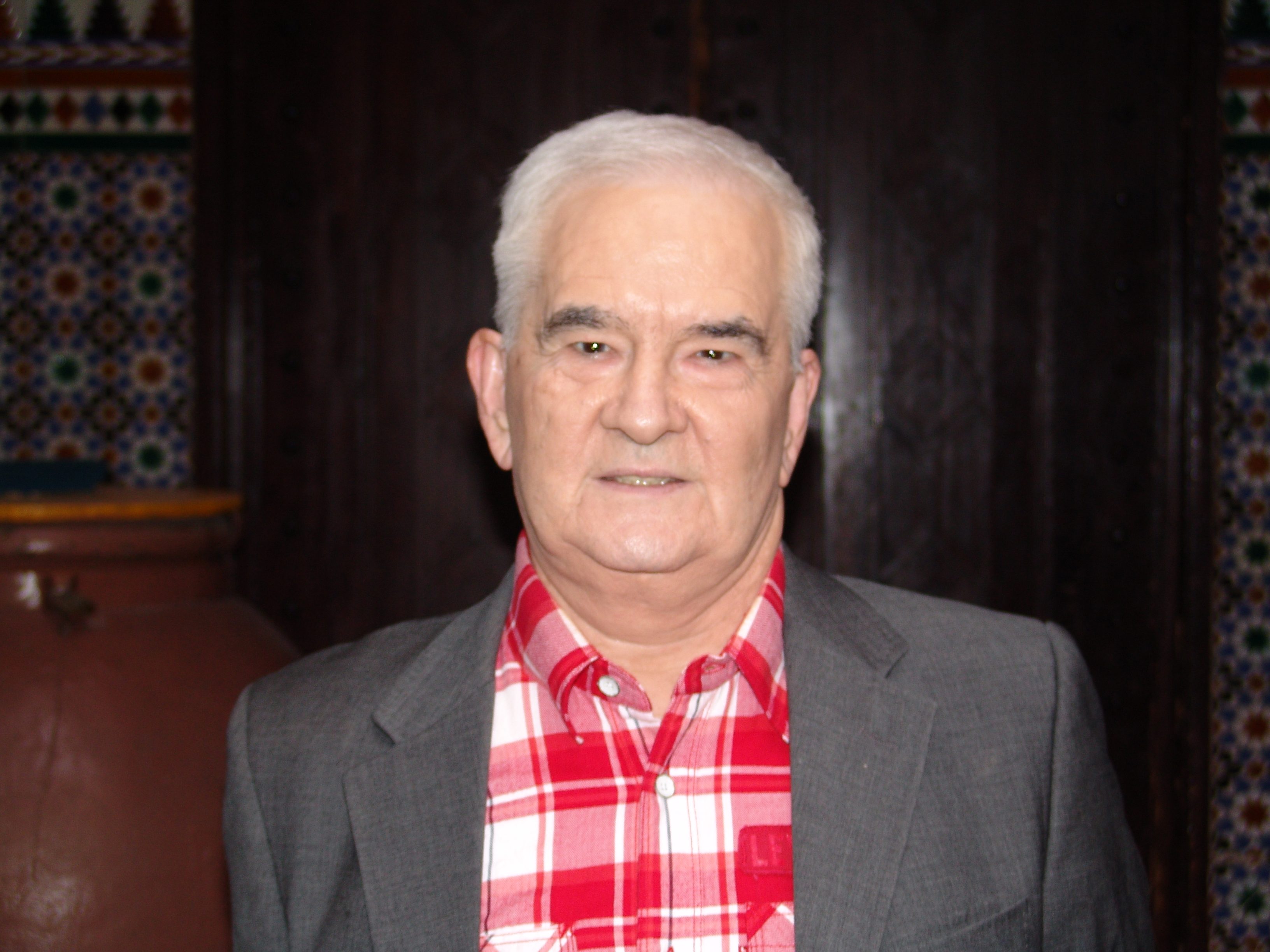
Carlos Castro, jornalista português

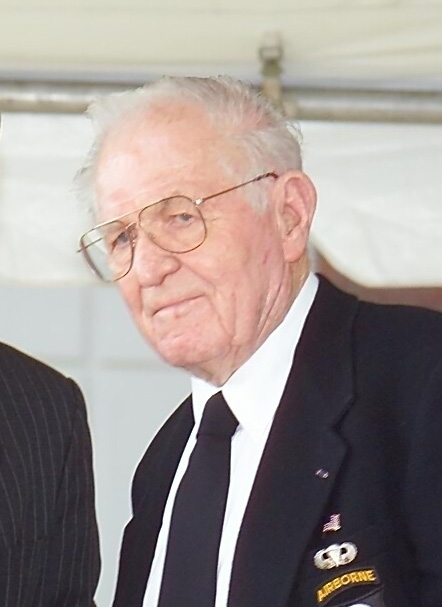
Richard Winters, militar estadunidense

Vítor Alves, militar português

| Dia | Nome                         | Profissão ou motivo de reconhecimento | Nacionalidade    | Ano de nasc. | Ref     |
| --- | ---------------------------- | ------------------------------------- | ---------------- | ------------ | ------- |
| 1   | Albert Raisner               | Apresentador de TV                    | França           | 1922         | [ 1 ]   |
| 1   | Billy Joe Patton             | Golfista                              | Estados Unidos   | 1922         | [ 2 ]   |
| 1   | Bruce Halliday               | Político                              | Canadá           | 1926         | [ 3 ]   |
| 1   | Charles Fambrough            | Músico                                | Estados Unidos   | 1950         | [ 4 ]   |
| 1   | Faizal Yusof                 | Ator                                  | Malásia          | 1978         | [ 5 ]   |
| 1   | Flemming Jørgensen           | Cantor e ator                         | Dinamarca        | 1947         | [ 6 ]   |
| 1   | Fritz Tobias                 | Historiador                           | Alemanha         | 1912         | [ 7 ]   |
| 1   | Gerd Michael Henneberg       | Ator                                  | Alemanha         | 1922         | [ 8 ]   |
| 1   | Gil Garfield                 | Compositor                            | Estados Unidos   | 1933         | [ 9 ]   |
| 1   | Louise Reiss                 | Médica                                | Estados Unidos   | 1920         | [ 10 ]  |
| 1   | Marin Constantin             | Maestro e compositor                  | Roménia          | 1925         | [ 11 ]  |
| 1   | Nikolay Abramov              | Futebolista                           | Rússia           | 1984         | [ 12 ]  |
| 1   | Paulo Lowndes Marques        | Advogado                              | Portugal         | 1941         | [ 13 ]  |
| 1   | Pradeep Vijayakar            | Jornalista esportivo                  | Índia            | 1951         | [ 14 ]  |
| 1   | Robin Carnegie               | Militar                               | Inglaterra       | 1926         | [ 15 ]  |
| 1   | Verne Langdon                | Músico e maquiador                    | Estados Unidos   | 1941         | [ 16 ]  |
| 2   | Anna Anni                    | Figurinista                           | Itália           | 1926         | [ 17 ]  |
| 2   | Anne Francis                 | Atriz                                 | Estados Unidos   | 1930         | [ 18 ]  |
| 2   | Bali Ram Bhagat              | Político                              | Índia            | 1922         | [ 19 ]  |
| 2   | Cezary Kuleszyński           | Atleta                                | Polónia          | 1937         | [ 20 ]  |
| 2   | Eliseu Resende               | Político                              | Brasil           | 1929         | [ 21 ]  |
| 2   | Émile Masson                 | Ciclista                              | Bélgica          | 1915         | [ 22 ]  |
| 2   | Hanna Kraan                  | Escritora                             | Países Baixos    | 1946         | [ 23 ]  |
| 2   | Hans Kalt                    | Remador                               | Suíça            | 1924         | [ 24 ]  |
| 2   | Jan van Beek                 | Jornalista                            | Países Baixos    | 1925         | [ 25 ]  |
| 2   | John Osborne                 | Político                              | Monserrate       | 1936         | [ 26 ]  |
| 2   | Kate Ebli                    | Política                              | Estados Unidos   | 1958         | [ 27 ]  |
| 2   | Letícia Ferreira de Souza    | Supercentenária                       | Brasil           | 1900         | [ 28 ]  |
| 2   | Margot Stevenson             | Atriz                                 | Estados Unidos   | 1912         | [ 29 ]  |
| 2   | Miriam Seegar                | Atriz                                 | Estados Unidos   | 1907         | [ 30 ]  |
| 2   | Patricia Smith               | Atriz                                 | Estados Unidos   | 1930         | [ 31 ]  |
| 2   | Pete Postlethwaite           | Ator                                  | Inglaterra       | 1946         | [ 32 ]  |
| 2   | Peter Hobbs                  | Ator                                  | Estados Unidos   | 1918         | [ 33 ]  |
| 2   | Ribamar Fiquene              | Político                              | Brasil           | 1930         | [ 34 ]  |
| 2   | Richard Winters              | Militar                               | Estados Unidos   | 1918         | [ 35 ]  |
| 2   | Robert Trumble               | Escritor e músico                     | Austrália        | 1919         | [ 36 ]  |
| 2   | Sten Wahlund                 | Cantor                                | Suécia           | 1940         | [ 37 ]  |
| 2   | Szeto Wah                    | Ativista                              | Hong Kong        | 1931         | [ 38 ]  |
| 2   | William R. Ratchford         | Político                              | Estados Unidos   | 1934         | [ 39 ]  |
| 3   | Ahmed Yamani                 | Ativista                              | Palestina        | 1924         | [ 40 ]  |
| 3   | Anatoliy Skorokhod           | Matemático                            | Ucrânia          | 1930         | [ 41 ]  |
| 3   | Eva Strittmatter             | Escritora                             | Alemanha         | 1930         | [ 42 ]  |
| 3   | Georges Staquet              | Ator                                  | França           | 1932         | [ 43 ]  |
| 3   | Geraldo Flach                | Músico                                | Brasil           | 1945         | [ 44 ]  |
| 3   | Jill Haworth                 | Atriz                                 | Inglaterra       | 1945         | [ 45 ]  |
| 3   | Nine-Christine Jönsson       | Atriz e escritora                     | Suécia           | 1926         | [ 46 ]  |
| 3   | Paul Soldner                 | Artista plástico                      | Estados Unidos   | 1921         | [ 47 ]  |
| 3   | Suchitra Mitra               | Cantora                               | Índia            | 1924         | [ 48 ]  |
| 3   | Waldyr de Oliveira           | Ator e dublador                       | Brasil           | 1925         | [ 49 ]  |
| 3   | Yosef Shiloach               | Ator                                  | Israel           | 1941         | [ 50 ]  |
| 4   | Ali-Reza Pahlavi             | Nobre                                 | Irão             | 1966         | [ 51 ]  |
| 4   | Coen Moulijn                 | Futebolista                           | Países Baixos    | 1937         | [ 52 ]  |
| 4   | Dick King-Smith              | Escritor                              | Inglaterra       | 1922         | [ 53 ]  |
| 4   | Jeff Jacobs                  | Músico                                | Estados Unidos   | 1969         | [ 54 ]  |
| 4   | Gerry Rafferty               | Músico                                | Escócia          | 1947         | [ 55 ]  |
| 4   | Gustavo Kupinski             | Músico                                | Argentina        | 1974         | [ 56 ]  |
| 4   | Hadayatullah Hübsch          | Jornalista                            | Alemanha         | 1946         | [ 57 ]  |
| 4   | Hélio Ary                    | Ator                                  | Brasil           | 1930         | [ 58 ]  |
| 4   | Mick Karn                    | Músico                                | Inglaterra       | 1958         | [ 59 ]  |
| 4   | Salmaan Taseer               | Político                              | Paquistão        | 1946         | [ 60 ]  |
| 5   | Agustin Perdices             | Político                              | Filipinas        | 1934         | [ 61 ]  |
| 5   | Lily Marinho                 | Socialite                             | Brasil           | 1920         | [ 62 ]  |
| 5   | Malangatana                  | Pintor                                | Moçambique       | 1936         | [ 63 ]  |
| 6   | Aron Kincaid                 | Ator                                  | Estados Unidos   | 1940         | [ 64 ]  |
| 6   | Donald J. Tyson              | Empresário                            | Estados Unidos   | 1930         | [ 65 ]  |
| 6   | Gary Mason                   | Boxeador                              | Reino Unido      | 1962         | [ 66 ]  |
| 6   | Maurice Vidal                | Jornalista                            | França           | 1919         | [ 67 ]  |
| 6   | Ryne Duren                   | Jogador de beisebol                   | Estados Unidos   | 1929         | [ 68 ]  |
| 6   | Tom Cavanagh                 | Jogador de hóquei no gelo             | Estados Unidos   | 1982         | [ 69 ]  |
| 6   | Uche Okafor                  | Futebolista                           | Nigéria          | 1967         | [ 70 ]  |
| 6   | Vang Pao                     | Militar                               | Laos             | 1929         | [ 71 ]  |
| 7   | Carlos Castro                | Jornalista                            | Portugal         | 1945         | [ 72 ]  |
| 7   | Derek Gardner                | Projetista de automóveis              | Inglaterra       | 1931         | [ 73 ]  |
| 7   | Hélio Saboya                 | Advogado                              | Brasil           | 1930         | [ 74 ]  |
| 7   | Krzysztof Kolberger          | Ator                                  | Polónia          | 1950         | [ 75 ]  |
| 7   | Red Borom                    | Jogador de beisebol                   | Estados Unidos   | 1915         | [ 76 ]  |
| 7   | Simona Senoner               | Esquiadora                            | Itália           | 1993         | [ 77 ]  |
| 8   | Ángel Pedraza                | Futebolista e treinador               | Espanha          | 1962         | [ 78 ]  |
| 8   | Jiří Dienstbier              | Político                              | Chéquia          | 1937         | [ 79 ]  |
| 8   | Manuel Pestana Filho         | Religioso                             | Brasil           | 1928         | [ 80 ]  |
| 8   | Thorbjørn Svenssen           | Futebolista                           | Noruega          | 1924         | [ 81 ]  |
| 8   | William F. Walsh             | Político                              | Estados Unidos   | 1912         | [ 82 ]  |
| 9   | Debbie Friedman              | Compositora                           | Estados Unidos   | 1951         | [ 83 ]  |
| 9   | Nínawa Daher                 | Jornalista                            | Argentina        | 1979         | [ 84 ]  |
| 9   | Peter Yates                  | Cineasta                              | Inglaterra       | 1929         | [ 85 ]  |
| 9   | Vítor Alves                  | Militar e político                    | Portugal         | 1935         | [ 86 ]  |
| 10  | Bill Bower                   | Militar                               | Estados Unidos   | 1917         | [ 87 ]  |
| 10  | Bora Kostić                  | Futebolista                           | Sérvia           | 1930         | [ 88 ]  |
| 10  | Jean-Marc Cochereau          | Maestro                               | França           | 1949         | [ 89 ]  |
| 10  | Juanito Navarro              | Ator                                  | Espanha          | 1924         | [ 90 ]  |
| 10  | María Elena Walsh            | Escritora                             | Argentina        | 1930         | [ 91 ]  |
| 10  | Vivek Shauq                  | Ator                                  | Índia            | 1963         | [ 92 ]  |
| 11  | Audrey Lawson-Johnston       | Sobrevivente do RMS Lusitania         | Estados Unidos   | 1915         | [ 93 ]  |
| 11  | David Nelson                 | Ator                                  | Estados Unidos   | 1936         | [ 94 ]  |
| 11  | Marcel Trudel                | Historiador                           | Canadá           | 1917         | [ 95 ]  |
| 11  | Margaret Whiting             | Cantora                               | Estados Unidos   | 1924         | [ 96 ]  |
| 11  | Matti Mattson                | Militar                               | Estados Unidos   | 1916         | [ 97 ]  |
| 11  | Ze'ev Segal                  | Advogado                              | Israel           | 1947         | [ 98 ]  |
| 11  | Zoltán Berczik               | Mesa-tenista                          | Hungria          | 1937         | [ 99 ]  |
| 12  | Clemar Bucci                 | Automobilista                         | Argentina        | 1920         | [ 100 ] |
| 12  | Paulo Azevedo                | Político                              | Brasil           | 1938         | [ 101 ] |
| 13  | Ellen Stewart                | Diretora de teatro                    | Estados Unidos   | 1919         | [ 102 ] |
| 13  | Prabhakar Panshikar          | Ator                                  | Índia            | 1931         | [ 103 ] |
| 14  | Liu Huaqing                  | Militar                               | China            | 1916         | [ 104 ] |
| 14  | Peter Post                   | Ciclista                              | Países Baixos    | 1933         | [ 105 ] |
| 14  | Stephanie Glaser             | Atriz                                 | Suíça            | 1920         | [ 106 ] |
| 15  | Hilde Zach                   | Política                              | Áustria          | 1942         | [ 107 ] |
| 15  | Nat Lofthouse                | Futebolista                           | Inglaterra       | 1925         | [ 108 ] |
| 15  | Susannah York                | Atriz                                 | Inglaterra       | 1939         | [ 109 ] |
| 16  | Augusto Algueró              | Compositor                            | Espanha          | 1934         | [ 110 ] |
| 16  | Cláudio Cerqueira Bastos     | Político                              | Brasil           | 1919         | [ 111 ] |
| 16  | Reinhard Pünder              | Religioso                             | Brasil           | 1939         | [ 112 ] |
| 16  | Steve Prestwich              | Músico                                | Austrália        | 1954         | [ 113 ] |
| 17  | Don Kirshner                 | Compositor                            | Estados Unidos   | 1934         | [ 114 ] |
| 17  | Gita Dey                     | Atriz                                 | Índia            | 1931         | [ 115 ] |
| 17  | Jean Dutourd                 | Escritor                              | França           | 1920         | [ 116 ] |
| 17  | Keith Davey                  | Político                              | Canadá           | 1926         | [ 117 ] |
| 18  | Jose Kusugak                 | Ativista                              | Canadá           | 1950         | [ 118 ] |
| 18  | Milton Rogovin               | Fotógrafo                             | Estados Unidos   | 1909         | [ 119 ] |
| 18  | Sargent Shriver              | Político                              | Estados Unidos   | 1915         | [ 120 ] |
| 19  | George Franck                | Jogador de futebol americano          | Estados Unidos   | 1918         | [ 121 ] |
| 19  | Ramiro Saraiva Guerreiro     | Político                              | Brasil           | 1918         | [ 122 ] |
| 20  | Eugénio Salessu              | Religioso                             | Angola           | 1923         | [ 123 ] |
| 20  | Gus Zernial                  | Jogador de beisebol                   | Estados Unidos   | 1923         | [ 124 ] |
| 20  | Reynolds Price               | Escritor                              | Estados Unidos   | 1933         | [ 125 ] |
| 20  | Sexy Cora                    | Atriz pornográfica                    | Alemanha         | 1987         | [ 126 ] |
| 20  | Sonya Peres                  | Primeira-dama                         | Israel           | 1922         | [ 127 ] |
| 21  | Barney Hajiro                | Militar                               | Estados Unidos   | 1916         | [ 128 ] |
| 21  | Charles Zwolsman             | Criminoso                             | Países Baixos    | 1955         | [ 129 ] |
| 21  | Dennis Oppenheim             | Artista plástico                      | Estados Unidos   | 1938         | [ 130 ] |
| 22  | Chandos Blair                | Militar                               | Reino Unido      | 1919         | [ 131 ] |
| 22  | Park Wan-suh                 | Escritor                              | Coreia do Sul    | 1931         | [ 132 ] |
| 22  | Ralph Felton                 | Jogador de futebol americano          | Estados Unidos   | 1932         | [ 133 ] |
| 22  | Solange Bertrand             | Artista plástica                      | França           | 1913         | [ 134 ] |
| 22  | Tullia Zevi                  | Jornalista                            | Itália           | 1919         | [ 135 ] |
| 22  | Virgil Akins                 | Boxeador                              | Estados Unidos   | 1928         | [ 136 ] |
| 23  | Fábio Crippa                 | Futebolista                           | Brasil           | 1928         | [ 137 ] |
| 23  | Jack LaLanne                 | Fitness                               | Estados Unidos   | 1914         | [ 138 ] |
| 24  | Anna Yablonskaya             | Escritora                             | Ucrânia          | 1981         | [ 139 ] |
| 24  | Barrie Lee Hall              | Músico                                | Estados Unidos   | 1949         | [ 140 ] |
| 24  | Bernd Eichinger              | Cineasta                              | Alemanha         | 1949         | [ 141 ] |
| 24  | Bhimsen Joshi                | Cantor                                | Índia            | 1922         | [ 142 ] |
| 24  | Samuel Ruiz                  | Religioso                             | México           | 1924         | [ 143 ] |
| 25  | Daniel Bell                  | Sociólogo                             | Estados Unidos   | 1919         | [ 144 ] |
| 26  | Charlie Louvin               | Cantor                                | Estados Unidos   | 1927         | [ 145 ] |
| 26  | David Kato                   | Ativista                              | Uganda           | 1967         | [ 146 ] |
| 26  | Gladys Horton                | Cantora                               | Estados Unidos   | 1945         | [ 147 ] |
| 26  | John Herbert                 | Ator                                  | Brasil           | 1929         | [ 148 ] |
| 26  | María Mercader               | Atriz                                 | Espanha          | 1918         | [ 149 ] |
| 26  | Viana Santos                 | Advogado                              | Brasil           | 1942         | [ 150 ] |
| 27  | Charlie Callas               | Ator e comediante                     | Estados Unidos   | 1927         | [ 151 ] |
| 27  | Liana Dumitrescu             | Política                              | Roménia          | 1973         | [ 152 ] |
| 27  | Mārtiņš Freimanis            | Músico e ator                         | Letônia          | 1977         | [ 153 ] |
| 27  | Paco Maestre                 | Ator                                  | Espanha          | 1957         | [ 154 ] |
| 28  | Margaret Price               | Cantora de ópera                      | País de Gales    | 1941         | [ 155 ] |
| 28  | Sushil Kumar Dhara           | Ativista                              | Índia            | 1911         | [ 156 ] |
| 29  | Emanuel Vardi                | Músico                                | Estados Unidos   | 1915         | [ 157 ] |
| 29  | Emilio Ogñénovich            | Religioso                             | Argentina        | 1923         | [ 158 ] |
| 29  | Geórgia Gomide               | Atriz                                 | Brasil           | 1937         | [ 159 ] |
| 29  | Milton Babbitt               | Compositor                            | Estados Unidos   | 1916         | [ 160 ] |
| 29  | Nora Sun                     | Diplomata                             | Estados Unidos   | 1937         | [ 161 ] |
| 29  | Raphael de Almeida Magalhães | Político                              | Brasil           | 1930         | [ 162 ] |
| 30  | John Barry                   | Compositor                            | Inglaterra       | 1933         | [ 163 ] |
| 31  | Bartolomeu Anania            | Religioso                             | Roménia          | 1921         | [ 164 ] |
| 31  | Charles Kaman                | Engenheiro                            | Estados Unidos   | 1919         | [ 165 ] |
| 31  | Eunice Sanborn               | Decana da humanidade                  | Estados Unidos   | 1896         | [ 166 ] |
| 31  | Hernán Alvarado Solano       | Religioso                             | Colômbia         | 1946         | [ 167 ] |
| 31  | Michael Tolan                | Ator                                  | Estados Unidos   | 1925         | [ 168 ] |
| 31  | Nildo Parente                | Ator                                  | Brasil           | 1934         | [ 169 ] |
| 31  | Norman Uprichard             | Futebolista                           | Irlanda do Norte | 1928         | [ 170 ] |